# 回汉支队
回汉支队，又称三边回汉支队，是中国共产党于1947年为保卫陕甘宁边区、进攻宁夏而组织的一支民族武装部队。

## 背景
1946年5月，中共宁夏工作委员会报经中共中央西北局批准成立，赵忠国任书记。宁夏工委主要在寧夏省盐池县的余生子、红井子两个据点活动，并分别组建属中共宁夏工委领导的小工委。余生子工委书记为梁大均，副书记为李建，红井子工委书记为何广宽。同时，宁夏工委派王茜到中共伊盟工委所属的伊西工委所在地三段地同王延一起开展宁夏方面工作。在红井子、余庄子、三段地分别组织了三支游击队武装。同一时期，中共党员金三寿在定边组织有一支回族武装。
1947年初，国民政府开始对山东和陕北的中共根据地开展重点进攻。为应对西北的紧张形势，中共中央西北局于1947年1月17日决定，将宁夏工委与伊盟工委会并为中共宁绥工委，三边地委副书记朱敏任书记，赵忠国任副书记，归西北局领导，对外仍以三边地委统战部名义出现。

## 历史
1947年1月17日，中共宁绥工委决定将余生子、红井子和三段地的三支游击队和金三寿所部回民支队合并，成立回汉支队。1947年1月19日，回汉支队经中共中央西北局批准在定边合编成立，是中国共产党正式在宁夏组建的第一支武装力量。建队时，共有干部、战士234人，其中回族65人，刘振玉任支队长，金三寿任副支队长，梁大均任政委，驻盐池县雷家沟，由中共宁绥工委和三边军分区的双重领导。
1947年4月上旬，以回汉支队为基础成立宁夏人民解放军，刘振玉任参谋长，并兼任一支队（回汉支队）支队长。宁夏人民解放军成立后进行转移，刘振玉所率回汉支队在定边、环县交界处的五彪台与马鸿宾部一个骑兵连和一个炮兵连遭遇，刘振玉战斗过程中负伤，后被俘。